# La Riba de Escalote
La Riba de Escalote – gmina w Hiszpanii, w prowincji Soria, w Kastylii i León, o powierzchni 23,44 km². W 2011 roku gmina liczyła 18 mieszkańców.